# (36226) Mackerras
(36226) Mackerras (1999 UQ4) – planetoida z pasa głównego asteroid okrążająca Słońce w ciągu 5,59 lat w średniej odległości 3,15 j.a. Odkryta 31 października 1999 roku.